# Vacation
Vacation je drugi studijski album američkog rock sastava the Go-Go's. Album je objavljen 20. srpnja 1982. godine, a objavila ga je diskografska kuća I.R.S. Records. Album je dostigao osmo mjesto na Billboard 200 ljestvici, te je dobio i zlatnu nakladu. Naslovna pjesma postala je ljetni hit, pa je tako i dostigla osmo mjesto na Billboard ljestvici pop singlova. U vrijeme izdaje albuma, The Go-Go's su se kretale nigdje nego put naprijed. Ipak, nedugo nakon objave albuma, doći će do razmjerica i zlouporabe droga kod nekih članica sastava, što će rezultirati eventualnim prekidom sastava.
Singl "Vacation" smatra se prvim singlom objavljenim na kazeti. Osim naslovne pjesme, još dva singla s albuma objavljena su u kratkom vremenskom razmaku: "Get Up and Go" i "This Old Feeling", iako nijedna nije bila veći hit u SAD-u. Pjesma "Speeding", uopće nije na albumu, već se koristi kao B strana singla "Get Up and Go". Također se pojavljuje u filmu Zlatno doba u Ridgemontu, kao i na njegovom službenom soundtracku.

## Popis pjesama
| 1. | »Vacation«                      | Kathy Valentine, Charlotte Caffey, Jane Wiedlin | Valentine, Caffey                     | 2:59 |
| 2. | »He's So Strange«               | Wiedlin                                         | Caffey, Leonard Phillips, Glen Curtis | 2:58 |
| 3. | »Girl of 100 Lists«             | Wiedlin                                         | Wiedlin                               | 2:20 |
| 4. | »We Don't Get Along«            | Valentine                                       | Valentine                             | 2:46 |
| 5. | »I Think It's Me«               | Belinda Carlisle, Caffey                        | Caffey                                | 2:42 |
| 6. | »It's Everything but Partytime« | Wiedlin                                         | Wiedlin, Gina Schock                  | 3:21 |

| Strana B | Strana B                           | Strana B           | Strana B           | Strana B | Strana B | Strana B | Strana B | Strana B | Strana B |
| Br.      | Skladba                            | Tekstopisac        | Skladatelj         | Trajanje |          |          |          |          |          |
| -------- | ---------------------------------- | ------------------ | ------------------ | -------- | -------- | -------- | -------- | -------- | -------- |
| 7.       | »Get Up and Go«                    | Wiedlin, Caffey    | Caffey             | 3:18     |          |          |          |          |          |
| 8.       | »This Old Feeling«                 | Wiedlin            | Caffey             | 3:06     |          |          |          |          |          |
| 9.       | »Cool Jerk« (obrada the Capitolsa) | Donald Storball    | Storball           | 2:53     |          |          |          |          |          |
| 10.      | »The Way You Dance«                | Wiedlin, Valentine | Caffey             | 2:56     |          |          |          |          |          |
| 11.      | »Beatnik Beach«                    | Caffey, Carlisle   | Caffey             | 2:53     |          |          |          |          |          |
| 12.      | »Worlds Away«                      | Wiedlin, Valentine | Wiedlin, Valentine | 4:00     |          |          |          |          |          |
| 36:12    |                                    |                    |                    |          |          |          |          |          |          |

## Zasluge
The Go-Go's
- Belinda Carlisle – glavni vokali
- Charlotte Caffey – gitara, klavijature, prateći vokali
- Gina Schock – bubnjevi, udaraljke, prateći vokali
- Kathy Valentine – bas-gitara, prateći vokali
- Jane Wiedlin – ritam gitara, vokali

Dodatni glazbenici
- Steve Berlin – saksofon (na pjesmi 8)

Ostalo osoblje
- Richard Gottehrer – produciranje
- Thom Panunzio – inženjer zvuka, miksanje
- Greg Calbi – mastering
- Mick Haggerty – direktor fotografije, fotografija, dizajn
- Ginger Canzoneri – direktor fotografije